# Nyakörves szajkó
A nyakörves szajkó (Cyanolyca armillata) a madarak osztályának verébalakúak (Passeriformes) rendjébe és a varjúfélék (Corvidae) családjába tartozó faj.

## Rendszerezése
A fajt George Robert Gray angol zoológus írta le 1845-ben, a Cyanocorax nembe Cyanocorax armillatus néven.

## Alfajai
- Cyanolyca armillata armillata (G. R. Gray, 1845)
- Cyanolyca armillata meridana (P. L. Sclater & Salvin, 1876)
- Cyanolyca armillata quindiuna (P. L. Sclater & Salvin, 1876)[2]

## Előfordulása
Dél-Amerika északnyugati részén, az Andok hegységben, Kolumbia és Venezuela területén honos. Természetes élőhelyei a szubtrópusi vagy trópusi hegyi esőerdők. Állandó, nem vonuló faj.

## Megjelenése
Testhossza 34 centiméter, testsúlya 190-210 gramm.

## Természetvédelmi helyzete
Az elterjedési területe nagy, egyedszáma pedig stabil. A Természetvédelmi Világszövetség Vörös listáján nem fenyegetett fajként szerepel.